# Turgi
Turgi est une localité de Baden et une ancienne commune suisse du canton d'Argovie située dans le district de Baden.

## Histoire

Vue aérienne (1958).

Le 12 mars 2023, les habitants acceptent d'intégrer la commune voisine de Baden par 666 voix contre 111. La fusion est effective depuis le 1er janvier 2024.

## Distinctions
- La commune obtient le Prix Wakker en 2002.